# Karbonatyty

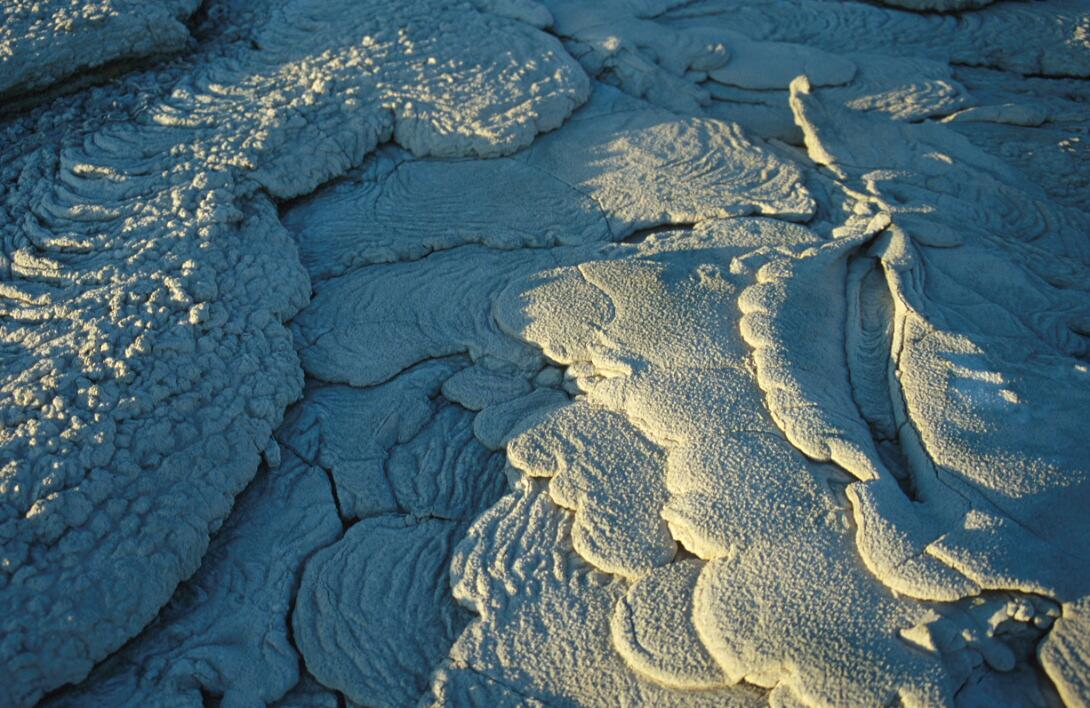
Lawa karbonatytowa wulkanu Ol Doinyo Lengai

Karbonatyty – skały magmowe, najczęściej głębinowe (hipabysalne, lub subwulkaniczne), rzadziej wylewne i ultrazasadowe. Nazwa pochodzi od składu mineralnego, który jest w ponad 50% reprezentowany przez węglany. Są one bardzo często mieszaniną węglanów. Jeśli są zbudowane z kalcytu i dolomitu, to uzyskują nazwy w zależności od stosunku objętościowego obydwu składników. Występowanie krzemianów określa się przez dodanie do nazwy skały określonych przymiotników np. egirynowo-kalcytowy karbonatyt.
Skały magmowe zawierające ok. 10–50% węglanów (np. kalcytu) nazywa się kalcytowymi ijolitami, jeśli zawartość minerału węglanowego mieści się w granicy do 10% określa się je np. jako kalcytonośne.

## Skład mineralny
Głównie kalcyt i dolomit. Skała może być monomineralna, lub proporcje tych dwóch składników mogą być 50/50. Ponadto występują: syderyt, ankeryt, baryt, fluoryt, ilmenit, magnetyt, tytanit, hematyt, piryt, chalkopiryt, oliwiny, perowskit, apatyt, kwarc, nefelin, pirochlor, wermikulit, flogopit, egiryn, diopsyd, sillimanit, niobit, monacyt i inne. Stwierdzono ponad 200 różnych minerałów.

## Cechy zewnętrzne
Są utworami jasnymi, białymi, kremowymi, żółtawymi.

## Budowa wewnętrzna
Karbonatyty maja przeważnie strukturę ziarnistą (od drobno do gruboziarnistej), oraz odznaczają się zbitą, masywną, rzadziej kawerniastą teksturą, często wykazują ślady zbrekcjonowania.

## Geneza
Powstają ze stopu magmowego, często intrudują w postaci żył (dajki), intruzji kolistych, oraz w potokach lawowych w Tanzanii – wulkan Ol Doinyo Lengai.

## Odmiany
- kalcytowe karbonatyty – gruboziarnisty sōwit i średnioziarnisty alwikit
- dolomitowe karbonatyty – beforsyt
- ferrokarbonatyty – obfitujące w węglany zawierające żelazo np. ankeryt lub syderyt
- natrokarbonatyty – obfitujące w węglany sodowo-potasowo-wapniowe np. eitelit Na2Ca[CO3]2
- apatytowe karbonatyty
- egirynowo-kalcytowe karbonatyty

## Występowanie
Występują w formie pni magmowych, dajek, tufów karbonatytowych. Rozmiary dajek mieszczą się od kilku centymetrów do kilkunastu metrów. Największe ciało karbonatytowe ma 700 × 200 metrów, występuje w południowej Kalifornii (kompleks Mountain Pass)
W świecie: Szwecja – Alnō; Norwegia – Fen Telemark; Kanada – Oka; USA – Magnet Cove w Arkansas, Mountain Pass, Iron Hill w Kolorado; Rosja – półwysep Kola, okolice Bajkału; Mongolia – Gobi; Algieria – góry Hoggar; Tanzania – wulkan Ol Doinyo Lengai.
W Polsce: Związane są z intruzją syenitowo-piroksenową Tajno, przecinającą prekambryjskie podłoże krystaliczne na północ od Białegostoku. Żyły dochodzą do 10 centymetrów.

### Zastosowanie
Stanowią źródło pozyskiwania ważnych pierwiastków takich jak: niob, cer, tantal, lantan, tor, skand, itr, fosfor, tytan, cyrkon, miedź, żelazo, glin, nikiel, fluor, bar i sód.